# خدا آباد
خدا آباد ((بالسندية: خدا آباد)‏، و(بالأردوية: خدا آباد )‏) هي مدينة في منطقة دادو في السند في باكستان. كانت عاصمة لسلالة كالورا بين عامي 1719 و 1768،حتى نُقِلت العاصمة إلى حيدر آباد.

## جغرافيا
تقع جنوب العاصمة دادو بارتفاع 31 مترًا (104 قدمًا).

## نسبة السكان
يبلغ عدد سكان خدا آباد 75000 نسمة. الجماعات العرقية هي السند والبلوش. غالبية السكان من المسلمين مع أقلية هندوسية صغيرة.

## التاريخ
منذ غزو السند من قبل محمد بن القاسم الثقفي والإمامة الهبارية وبعد ذلك تحت حكم سلطنة دلهي وإمبراطوريات المغول التي حكمت المنطقة، أصبحت منطقة السند مسلمة في الغالب بسبب النشاط الدعوي للأئمة الصوفيين الذين حولوا الهندوس بشكل جماعي إلى الإسلام. هناك عدد كبير من الأضرحة الدرقاعة التي تنتشر في المناظر الطبيعية في السند.
حوالي عام 1710م استولى يار محمد كالهورو مع جيشه على خدا آباد من بانهوار. حوالي عام 1718 أو 1719 توفي ميان يار محمد ودفن هناك. بعد وفاته أصبح ميان نور محمد كالهورو حاكمًا للسند (1719-1755) واختار خدا آباد عاصمة له في عام 1719 كما طوَّر المدينة بسرعة مما أدى إلى هجرة العديد من الهندوس من أميلز وبهايباندز إليها للعمل والتجارة. كما قام ببناء المسجد الجامع.
في عام 1755 توفي ميان نور محمد كالهورو ودفن في قبر بناه قبل وفاته على بعد حوالي كيلومتر واحد من خاد آباد. كان المشيعون يأتون إلى القبر ويقدمون العصي كرمز للاحترام. في كثير من الأحيان يقوم الهندوس بأداء مراسم عادية لأطفالهم هناك ويقدمون العصي كطقوس أيضًا.
بعد وفاة ميان نور محمد شُكِّك في ادعاء ميان غلام شاه كالهورو بأحقيتة في الحكم من قبل إخوته مرادياب خان وعطار خان، كان الأخير قادرًا على الحصول على سلطة الحكم من أحمد شاه الدراني، لذا ترك ميان غلام شاه كالهورو عرش الحكم لصالحه. لم يستطع ميان عطار خان إدارة الوضع، وفي ظل حالة عدم الاستقرار السياسي قامت قبيلة خوسا بغزو ونهب السكان المحليين وإحراق مدينة خاد آباد بربط المفرقعات النارية بأقدام الطيور وتركها تطير في جميع أنحاء المدينة بعد إشعال النار في المفرقعات النارية.
في عام 1759 أعاد رؤساء بلوش تنصيب ميان غلام شاه كالهورو الذي هزم شقيقيه وتولى العرش. بدأ مرة أخرى في بناء مستوطنة خاد آباد على أراض جديدة قريبة من خلال المجرى الجديد لنهر السند.
انتصر فاتح علي خان على ميان عبد النبي كالهورو عام 1783 وتولى منصب الحاكم الجديد للسند. استمرت مدينة خاد آباد عاصمته حتى غمرها نهر السند في عام 1789، عندئذٍ اختار مير فاتح علي خان حيدر آباد عاصمة له. مما لا شك فيه أن تغيير رأس المال قد دفع عددًا كبيرًا من سكان خاد آباد إلى الهجرة إلى المقر الجديد للملكية، ويمكن القول إن تراجع مدينة خاد آباد قد بدأ من ذلك التاريخ.
يقال أن الناس في جميع أنحاء المدينة لا يزالون يجدون عملات معدنية قديمة بين أنقاض خاد آباد. في عام 1908 مر بائع فحم على حصانه عبر خاد آباد واصطدم بجدار مبنى قديم ورأى بعض العملات الفضية، وبمساعدة بعض العمال وجد العديد من العملات الفضية القديمة التي تبلغ قيمتها حوالي ثلاثة عشر ألف روبية والتي احتفظ بها لنفسه. وبعد مرور بعض الوقت تسربت القصة واتُهم بموجب قانون الكنز الهندي في محكمة قاضي الصلح المقيم في دادو.

## الهندسة المعمارية
يقع قبر ميان يار محمد كالهورو حاكم سلالة كالهورا في خدا آباد في دادو بالسند.
كما يقع جامع مسجد خدا آباد أو مسجد بادشاهي في خدا آباد في دادو بالسند، وقد بُنِيَ في عهد يار محمد كالهورو بين 1700 و1718. استُخدم المسجد كمدرسة بالإضافة إلى التدريب العسكري.

## التعليم
هناك العديد من المدارس والكليات في خدا آباد. يقع حرم جامعة العلامة إقبال المفتوحة (AIOU) في خدباد.